# Barbara Nonato
Barbara Nonato (Rio de Janeiro, 14 de julho de 1976) é uma escritora brasileira.

## Biografia
Natural do Rio de Janeiro, Barbara possui diversos livros publicados ao longo de sua carreira literária. É formada em psicologia, no entanto por opção não atua na área.
Cinéfila assumida, desde 2016 trás essa característica em seus livros dos gêneros: aventura, ficção, suspense, mistério, distopia, romance policial e terror, sendo considerada pela crítica como uma respeitada escritora de romance ficcional e policial da literatura brasileira contemporânea .
Em 2017 Barbara ficou entre os dez finalistas da 1ª edição do Prêmio Kindle de Literatura com o livro de romance policial O Lado Oculto do Medo. Na 2ª Edição do Prêmio Kindle de Literatura Nonato ficou entre os 5 finalistas pela obra Pelos Caminhos do Tempo um thriller dramático.
Em 2019, Barbara Nonato ganhou a 4ª Edição do Prêmio Kindle de Literatura com o livro Dias Vazios publicado pela Nova Fronteira.

## Prêmios e indicações
| Ano  | Livro       | Prêmio                      | Resultado |
| ---- | ----------- | --------------------------- | --------- |
| 2019 | Dias Vazios | Prêmio Kindle de Literatura | Ganhou    |